# Energies
Energies ist eine monatlich erscheinende, begutachtete wissenschaftliche Fachzeitschrift mit thematischem Schwerpunkt Energieversorgung, die seit 2008 von MDPI nach dem Open-Access-Modell herausgegeben wird. Chefredakteur ist Enrico Sciubba. Publiziert werden Reviews, originäre Forschungsarbeiten und Communications.
Der Impact Factor lag im Jahr 2020 bei 3,004, der fünfjährige Impact Factor bei 3,085. Damit lag das Journal beim Impact Factor auf Rang 45 von insgesamt 92 in der Kategorie „Energie und Treibstoffe“ gelisteten wissenschaftlichen Zeitschriften. Im Jahr 2018 lag der Impact Factor bei 2,707 und 2019 bei 2,702, der 5-Year Impact Factor bei 2,822.